# Lockheed YF-12
O Lockheed YF-12 foi o protótipo de um interceptador Mach 3+, com base no projeto do A-12 Oxcart, sendo um modelo protótipo do SR-71.
Somente 3 foram construídos e somente um ainda resta até hoje.
Foi construído pela empresa Lockheed Corporation em sua divisão de Desenvolvimento de Projetos Avançados (também conhecida como Skunk Works), tendo sido projetado pelo engenheiro aeroespacial Clarence L. “Kelly” Johnson.
O programa YF-12A foi cancelado no fim dos anos 60 devido a motivos financeiros. Entretanto, a aeronave remanescente permaneceu em serviço na NASA até ao seu afastamento final em 1979.

## História operacional

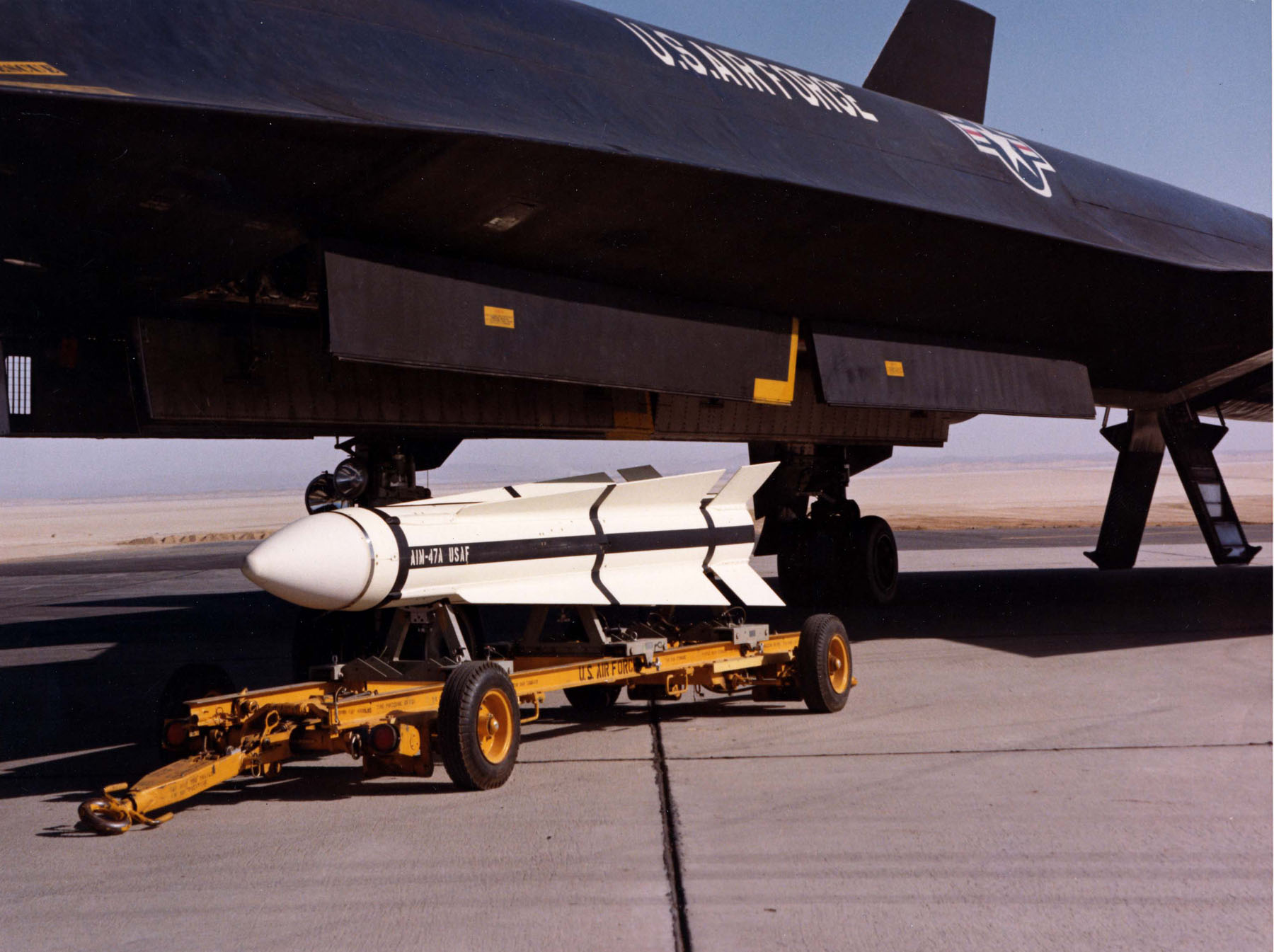
Figura 1: Míssil AIM-47 sendo instalado no YF-12A

Ao longo do período inicial de projeto do A-12, Kelly Johnson, também havia proposto a ideia de um interceptador de alta velocidade baseado no A-12 para Força Aérea dos Estados Unidos (USAF).
Internamente conhecido como AF-12, este avião foi concebido originalmente para usar o radar Doppler e sistema de controle de disparo NA/ASF-18 e três misseis ar-ar guiados por radar tipo GAR-9 (posteriormente renomeado como AIM-47), vide figura 1.

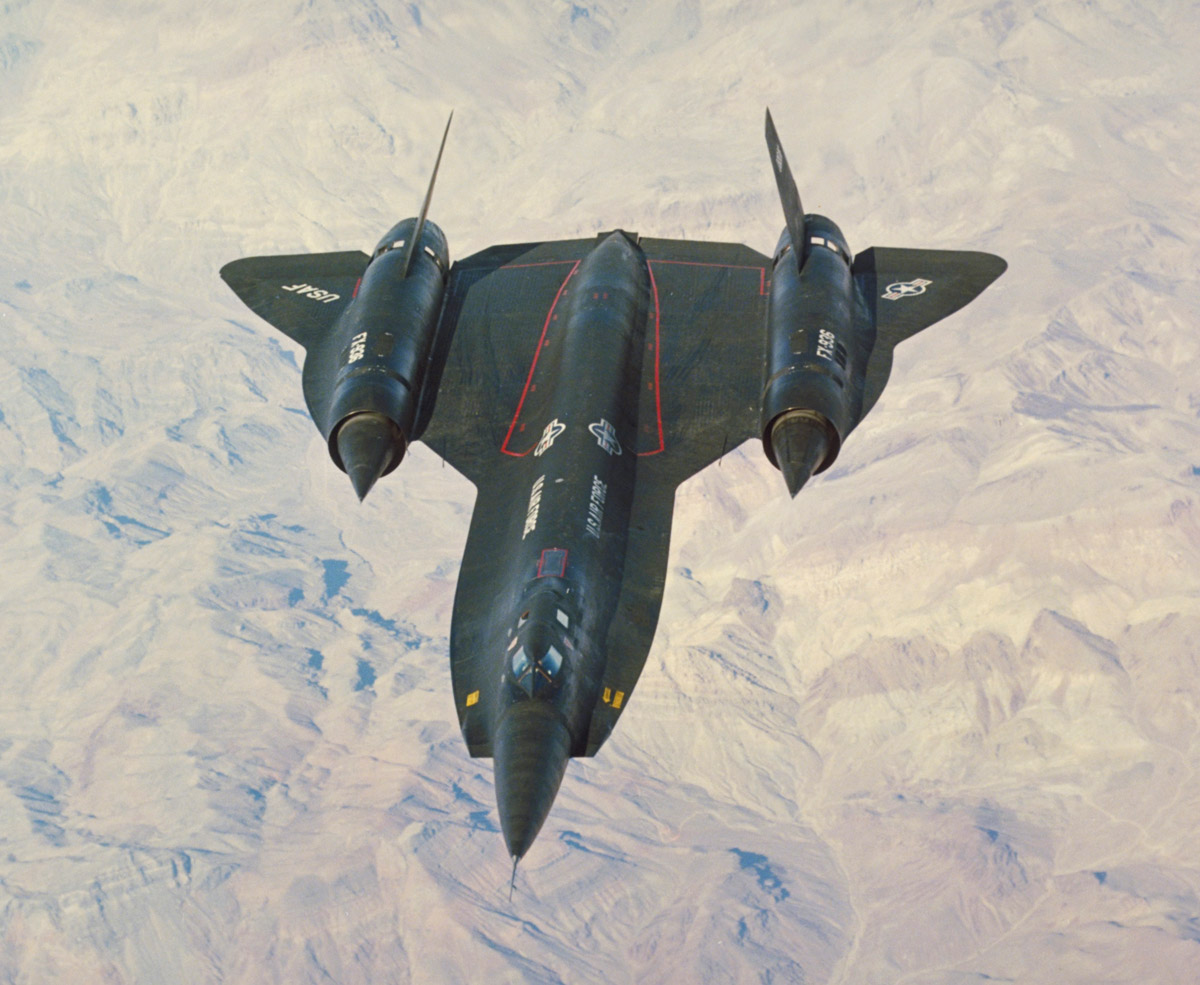
Figura 2: YF-12A

A Força Aérea ordenou a construção de três protótipos do AF-12 no começo de 1962 e negociou com a CIA o uso das fuselagens do sétimo, oitavo e nono A-12, para agilizar o projeto.
O primeiro voo do AF-12 se deu em 7 de Agosto de 1963, nas instalações secretas de Groom Lake (Área 51), com o piloto de testes James Eatham.
No início de 1964, ganhou a designação oficial da Força Aérea como YF-12A.
Em fevereiro de 1968 a Força Aérea formalmente cancelou o programa YF-12A.
Em 1969, a NASA recebeu da Força Aérea dois YF-12A e um SR-71 para pesquisas. Os YF-12A operaram até 1979, quando foram retirados de operação.

## Diferenças para o A-12
As mudanças mais notáveis entre o novo projeto e o do A-12 foram a adição de um segundo assento para o oficial de radar e disparos, uma ligeira elevação no cockpit frontal e uma grande modificação nas chines frontais (extensões laterais da fuselagem), além de um prolongamento no nariz, vide figura 2.

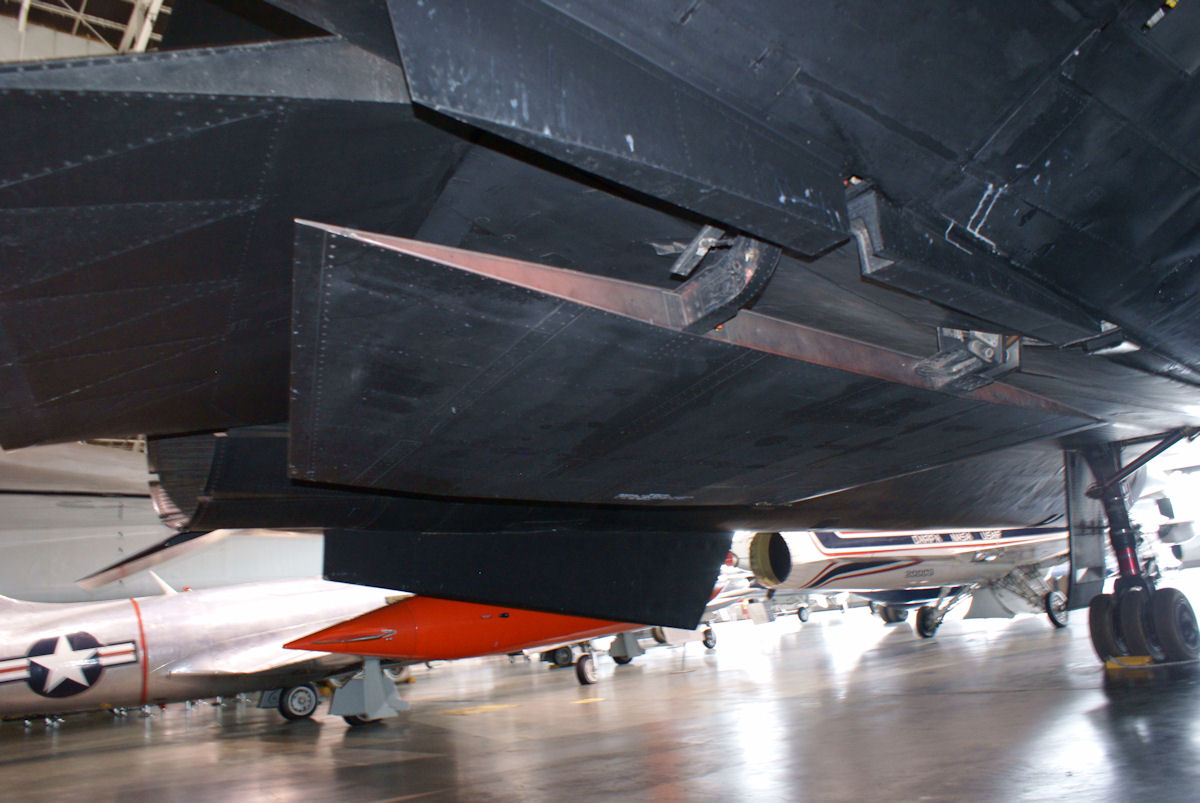
Figura 3: Aleta ventral na posição dobrada

Após testes em um túnel de vento, foram notados problemas de estabilidade direcional em velocidades muito altas. Para resolver estes problemas, foi adicionada uma grande aleta ventral sob a fuselagem traseira na parte central e pequenas aletas sob cada nacele dos motores.
A aleta ventral central era tão grande que permanecia dobrada numa posição de repouso durante a decolagem e pouso, vide figura 3.